# Celeste Split
Celeste Split (Den Haag, 29 augustus 1990) is een Nederlandse korfbalster. Split won 8 Nederlandse titels (6 zaaltitels en 2 veldtitels) en is hiermee een van de meest succesvolle korfbalsters ooit.
Haar meeste titels won ze met TOP Sassenheim, waaronder ook 5 Europacups en 1 Supercup. In 2021 verruilde ze van club en sloot ze zich aan bij het Delftse Fortuna, waar ze in 2022 de zaaltitel mee won.
Ook won Split meerdere individuele prijzen, zoals Beste Speelster onder 23 (in 2012) en Beste Speelster in de Korfbal League in 2017 en 2018. Ook werd Split in 2015 benoemd tot "Sportvrouw van Den Haag".
In 2018, 2019 en 2021 was Split de vrouwelijke topscoorder van de Korfbal League.

## Spelerscarrière

### Begin van korfbalcarrière
Split begon op haar vierde met korfbal bij Die Haghe. Ze doorliep hier haar korfbalopleiding en speelde in de jeugd al 3 keer op het Nederlands Kampioenschap.
In 2007, op 17-jarige leeftijd werd Split toegevoegd aan de hoofdmacht van Die Haghe, wat op dat moment in de Korfbal League speelde. De club had het lastig en de gloriejaren lagen al iets verder terug in de geschiedenis (2000 en 2002).
Al in haar eerste jaar in de selectie werd ze toegevoegd aan de basisspelers, waardoor ze al vroeg debuteerde in de Korfbal League. Haar debuut in de league was niet geweldig, want Die Haghe eindigde in 2007-2008 als 9e. Daardoor moest Die Haghe play-downs spelen tegen AKC.
Die Haghe verloor met 18-16 en zodoende degradeerde Die Haghe uit de Korfbal League terug naar de Hoofdklasse.

### Bij TOP (Sassenheim)
Split speelde in 2008 en 2009 met Die Haghe in de Hoofdklasse, maar wilde op het allerhoogste niveau spelen. Daardoor verruilde ze in 2010 van club.
Vanaf seizoen 2010-2011 ging ze spelen bij TOP uit Sassenheim. In dat jaar smeedde coach Hans Heemskerk de basis voor een superteam; zo kwam Split naast talent Mick Snel te spelen en was 2 jaar eerder de club al versterkt met Wim Scholtmeijer. In haar eerste jaar bij TOP was het meteen raak. TOP eindigde derde en stond in de play-offs tegen Fortuna. TOP won en stond in de grote finale in Ahoy. Daarin speelde TOP tegen PKC en won het met 21-19. In hetzelfde seizoen stond TOP ook in de veldfinale en ook nu was PKC de tegenstander. TOP won met 15-12, waardoor Split in haar eerste seizoen met de club de "dubbel" te pakken had.
In het seizoen erna, 2011-2012 kon TOP het succes van het jaar ervoor niet evenaren. Scholtmeijer en Bregtje van Drongelen waren gestopt en hiervoor miste TOP wat ervaring. In dit seizoen werd TOP in de zaal slechts 6e en ook in de veldcompetitie speelde de ploeg geen nacompetitie.
De selectie van TOP had zich ondertussen versterkt met Nick Pikaar en in 2013 kwamen Friso Boode en Rianne Echten ook in het team. Ook werd in dit seizoen een nieuwe coach aangesteld, Jan Niebeek. Dit had direct effect, want in seizoen 2013-2014 deed de ploeg weer mee om de prijzen. In de zaalcompetitie eindigde TOP op de 1e plaats en ging als titelfavoriet de play-offs in. In de play-offs werd gewonnen van Dalto in 2 wedstrijden. Hierdoor plaatste TOP zich voor de zaalfinale. Net als in 2011 was de tegenstander in de finale PKC. TOP won de wedstrijd met 21-20.
In seizoen 2014-2015 werd TOP 3e in de zaalcompetitie en speelde het play-offs tegen het als 2e geplaatste AKC Blauw-Wit. In de eerste wedstrijd won TOP met 30-22, maar werd Split met een rode kaart van het veld gestuurd. De reden hiervoor was een body-check op Kim Cocu. Split werd door deze actie en rode kaart voor 6 wedstrijden geschorst en hierdoor miste ze de 2 volgende play-off wedstrijden en de zaalfinale. Zodoende moest Split de zaalfinale van 2015 vanaf de bank toekijken. Dit werd een zure ervaring voor Split, want die zag dat PKC speler Johannis Schot met nog maar 4 seconden op de klok de winnende goal voor PKC maken. TOP verloor de finale met 22-21. Iets later, in de veldcompetitie werd de finale ook TOP - PKC. In deze finale won TOP met 19-14, waardoor de ploeg alsnog een titel pakte in het seizoen.
Seizoen 2015-2016 werd het seizoen van de dubbel voor TOP. De ploeg had zich eerst versterkt met Barbara Brouwer en dat had effect. In de zaal werd de ploeg 2e in de reguliere competitie en won het de play-offs van Blauw-Wit. De finale was wederom TOP-PKC en TOP won de wedstrijd met 24-22. Ook de veldfinale werd TOP-PKC en ook nu was TOP te sterk. TOP werd met een uitslag van 28-23 ook de veldkampioen.
In het seizoen erna, 2016-2017 was het wederom een sterk seizoen voor TOP. In de zaalcompetitie werd TOP 2e en zag in de play-offs een nieuwe tegenstander, namelijk LDODK. In de best-of-3 serie werd in 2 wedstrijden gewonnen, waardoor TOP in de finale kwam. In de finale stond TOP tegen het Amsterdamse AKC Blauw-Wit. TOP won de finale met 22-18 en won zo voor de vierde keer in de clubhistorie de zaalfinale. Iets later, in de veldcompetitie, kreeg Blauw-Wit sportieve revanche, want de 2 ploegen troffen elkaar in de kruisfinale. Dit maal won Blauw-Wit, waardoor TOP niet in de veldfinale terechtkwam. Split werd in dit seizoen voor de eerste keer in haar carrière uitverkozen tot Beste Korfbalster van het Jaar.
In 2017-2018 werd Split met 116 goals de vrouwelijke topscoorder van de Korfbal League. Ook nu stond TOP in de play-offs tegen Blauw-Wit. TOP won in 2 wedstrijden en stond zodoende voor de 5e keer in de zaalfinale. Dit maal was Fortuna de tegenstander. Split werd in de finale de belangrijkste speler van TOP, want ze scoorde 7 goals. TOP won met 24-20. In de veldcompetitie stond TOP ook in de play-offs, maar verloor het van Fortuna. Split werd ook in dit seizoen verkozen tot Beste Korfbalster van het Jaar.
In seizoen 2018-2019 deed TOP wederom goede zaken. In de zaalcompetitie eindigde de ploeg 1e en ging als titelverdediger en lijstaanvoerder als favoriet de play-offs in. Echter verslikte TOP zich in Fortuna. Deze ploeg was in de competitie 4e geworden met 9 punten minder dan TOP. Fortuna bleek echter TOP goed te kunnen ontregelen en won in 2 wedstrijden, waardoor TOP zijn zaaltitel niet kon verdedigen. In de veldcompetitie strandde TOP in de kruisfinale tegen LDODK.
Seizoen 2019-2020 werd niet uitgespeeld vanwege COVID-19.
In seizoen 2020-2021 begon de competitie wat later dan normaal, vanwege COVID-19. TOP werd na de reguliere competitie 2e in Poule B, waardoor het zich plaatste voor de play-offs. In de eerste play-off ronde versloeg TOP in 2 wedstrijden AKC Blauw-Wit, waardoor het een ronde verder kwam. In de 2e play-off ronde (halve finales) stuitte het echter op PKC. TOP won de eerste wedstrijd in de best-of-3 met 22-21, maar verloor de daarop volgende 2 wedstrijden. Hierdoor hield het seizoen voor TOP op in de 2e play-off ronde.

### Fortuna, Delft
In juli 2021 werd bekendgemaakt dat Split, na 11 seizoenen bij TOP zou verhuizen naar het Delftse Fortuna/Delta Logistiek.
In seizoen 2021-2022 deed Fortuna wederom goede zaken in de zaalcompetitie. Gedurdende het reguliere seizoen verloor Fortuna slechts 1 wedstrijd en plaatste zich als nummer 1 voor de play-offs. In de play-offs trof Fortuna concurrent Koog Zaandijk, maar Fortuna won in 2 wedstrijden. Hierdoor plaatste Fortuna zich voor het 4e jaar op rij voor de zaalfinale. In de finale was PKC de tegenstander. In een Ahoy, waar weer publiek bij mocht zijn, werd het een spannende wedstrijd. Fortuna won de wedstrijd met 22-21, waardoor het weer Nederlands zaalkampioen was.
In seizoen 2022-2023 had Fortuna een seizoen met ups en downs. Zo speelde de ploeg gedurende de competitie maar liefst 4 keer gelijk. Uiteindelijk stond de ploeg na de reguliere competitie wel op de tweede plek, waardoor ze zich hadden geplaatst voor de play-offs. In de best-of-3 serie was DVO de tegenstander. Fortuna won de eerste wedstrijd overtuigend met 29-19, maar verloor het de tweede en derde (beslissende) wedstrijd. Hierdoor plaatste Fortuna zich niet voor de zaalfinale, waardoor het was onttroond als zaalkampioen.
Iets later, in de veldcompetitie stond Fortuna na de reguliere competitie op de 1e plaats in de Ereklasse A. In de kruisfinale won Fortuna met 21-18 van DVO, waardoor Fortuna zich plaatste voor de veldfinale. In deze veldfinale was PKC de tegenstander. PKC won de finale met 18-13. Voor Split was deze finale ook individueel teleurstellend, aangezien ze geblesseerd vanaf de bank moest toekijken.
Bij Fortuna sloot Split haar carriere af in de Korfbal League. Zij scoorde in 259 duels een totaal van 945 goals, een gemiddelde van 3.6 per wedstrijd. Met 945 goals staat zij bovenaan de lijst van vrouwelijke topscoorders in de geschiedenis van de Korfbal League.

### Return bij Die Haghe
Voor aanvang van zaalseizoen 2023-2024 verruilde Split van club. Ze vertrok bij Fortuna en sloot aan bij haar eerste club, KV Die Haghe.
In seizoen 2023-2024 werd Die Haghe, onder leiding van coach Tim Abbenhuis ongeslagen kampioen in de Overgangsklasse D.
Op het veld werd de ploeg ook kampioen, in de Hoofdklasse. Hierdoor zal Die Haghe in seizoen 2024-2025 uitkomen in de Ereklasse.

## Erelijst
- Korfbal League kampioen zaalkorfbal, 6x (2011, 2014, 2016, 2017, 2018, 2022)
- Ereklasse kampioen veldkorfbal, 2x (2011, 2015)
- Europacup kampioen zaalkorfbal, 5x (2012, 2015, 2017, 2018, 2019)
- Supercup kampioen veldkorfbal, 1x (2015)
- Beste Korfbalster van het Jaar, 2x (2017, 2018)

## Oranje
Split speelde in Jong Oranje en werd in 2011 toegevoegd aan het grote Nederlands korfbalteam onder toenmalig bondscoach Jan Sjouke van den Bos.
In dienst van Oranje won zij gouden medailles op de volgende toernooien:
- EK 2014, 2016, 2018, 2021
- WK 2011, 2015, 2019
- World Games 2013, 2017

Na het EK van 2021 stopte Split als international. Ze speelde 53 caps namens Oranje.